# Noguères
Noguères is een gemeente in het Franse departement Pyrénées-Atlantiques (regio Nouvelle-Aquitaine) en telt 145 inwoners (1999). De plaats maakt deel uit van het arrondissement Pau.

## Geografie
De oppervlakte van Noguères bedraagt 2,0 km², de bevolkingsdichtheid is 72,5 inwoners per km².
De onderstaande kaart toont de ligging van Noguères met de belangrijkste infrastructuur en aangrenzende gemeenten.

## Demografie
Onderstaande figuur toont het verloop van het inwonertal (bron: INSEE-tellingen).